# جی فارستر
جِی فارستر (به انگلیسی: Jay Wright Forrester) (متولد ۱۴ ژوئیه ۱۹۱۸ - درگذشته ۱۶ نوامبر ۲۰۱۶) به عنوان بنیانگذار علم پویایی‌شناسی سامانه‌ها شناخته می‌شد. او مهندس کامپیوتر و استاد سابق دانشگاه ام.آی.تی آمریکا و یک سیستم‌شناس بود.

## زندگی‌نامه
فارستر در مزرعه به دنیا آمد و همان‌جا اولین جرقه‌های علاقه اش به برق زده شد. وقتی دبیرستانی بود، یک سیستم الکتریکی که با باد کار می‌کرد ساخت.
او تحصیلش را در رشته برق دانشگاه مؤسسه فناوری ماساچوست آغاز کرد و تمام عمر حرفه‌ای اش را در آنجا گذراند.
جِی فارستر در ۱۶ نوامبر ۲۰۱۶ در سن ۹۸ سالگی درگذشت.

## انتشارات
فارستر کتاب‌ها و مقالات زیادی منتشر کرده‌است که برخی از آن‌ها به شرح زیر هستند.
کتاب‌ها:
- دینامیک صنعتی - ۱۹۶۱
- اصول سیستم‌ها - ۱۹۶۸
- دینامیک شهری - ۱۹۶۹
- دینامیک جهانی - ۱۹۷۱

مقالات:
- دینامیک صنعتی، موفقیت بزرگ برای مدیران - ۱۹۵۸
- رشد بازار با سرمایه‌گذاری - ۱۹۶۸
- دینامیک سیستم و درس‌هایی از ۳۵ سال - ۱۹۸۹
- یادگیری از طریق دینامیک سیستم‌ها و آماده شدن برای قرن ۲۱–۱۹۹۴
- طراحی آینده - ۱۹۹۸
- دینامیک سیستم: بنیان تفکر سیستمی - ۱۹۹۹